# BAWAG P.S.K.
BAWAG P.S.K. — один из крупнейших банков в Австрии. Штаб-квартира — в здании Австрийского почтового сберегательного банка в Вене.
Основан в 1922 под названием BAWAG, в 2005 слился с банком Österreichische Postsparkasse (P.S.K.). Название происходит от сокращения Bank für Arbeit und Wirtschaft AG (Акционерное общество Банк для работы и бизнеса),
Владелец банка до 2007 года — Австрийская федерация профсоюзов (OEGB). В мае 2007 года была завершена сделка по приобретению 100% акций банка консорциумом инвесторов во главе с американским фондом прямых инвестиций Cerberus Capital Management. Сумма сделки составила 3,2 млрд евро, из которых 2,6 млрд было уплачено продавцу и 600 млн должно было быть внесено денежными средствами в капитал банка.

## Деятельность
По данным журнала The Banker, BAWAG занимает 4-е место в Австрии по размеру капитала ($2,4 млрд) и активов ($76,6 млрд). Специализируется на обслуживании мелких и средних компаний, имеет 1,3 млн розничных клиентов. Сделал несколько приобретений в Чехии, Словакии и Венгрии.
Выручка в 2004 составила 1,88 млрд евро, чистая прибыль — 138,3 млн евро.
В апреле 2006 банк оказался на грани краха вследствие сомнительных финансовых операций; правительство Австрии предприняло ряд мер по поддержке банка.